# Villa Brockhoff

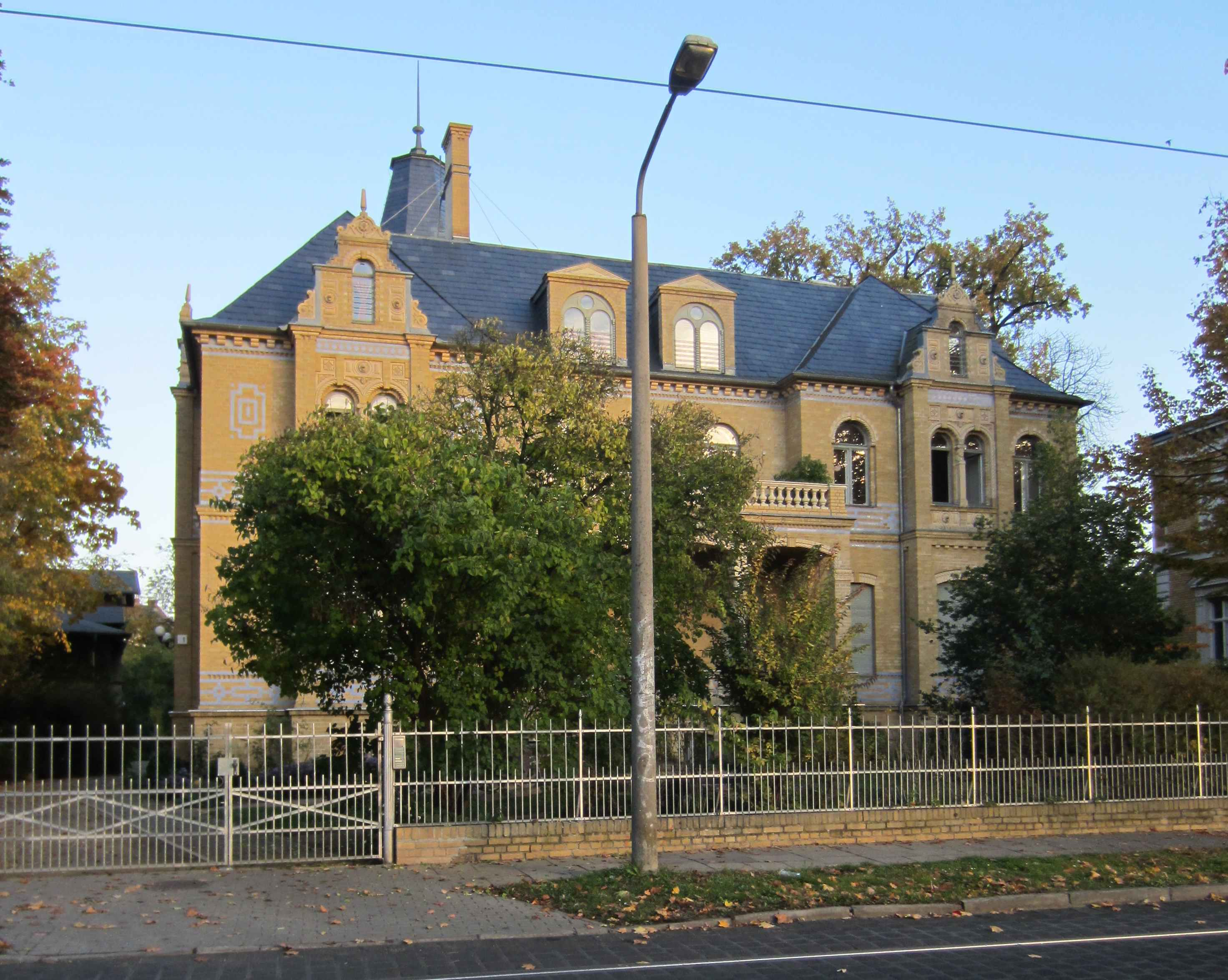
Villa Brockhoff, Puschkinallee 11

Die Villa Brockhoff ist ein denkmalgeschütztes Gebäude im Potsdamer Stadtteil Nauener Vorstadt, Puschkinallee 11.

## Geschichte
Die Villa „nebst Stallgebäude“ in der damaligen Capellenbergstraße 2 b (später 11) baute Maurermeister Albert Lüdicke († vermutlich 1901, spätestens 1903) in den Jahren 1873/74 für den Berliner Redakteur und Schriftsteller Albert Brockhoff.
Spätestens 1885 war Albert Lüdicke Eigentümer des Anwesens. Er vermietete die Villa, erweiterte sie 1890, vergrößerte 1895 den Pferdestall auf dem rückwärtigen Grundstück und errichtete 1898 ein weiteres Nebengebäude. Laut Potsdamer Adressbücher für 1903 und 1904 ist die Witwe Johanna Lüdicke, geborene Schloeth die nachfolgende Eigentümerin, 1905 die unverheiratete Else Lüdicke und 1907 bis 1910 „Lüdickes Erben“. Bereits 1906 plante Maurermeister Wilhelm Berend (1851–1931) eine Remise für „A. Schulze, geb. Lüdicke“. Die Postinspektorswitwe, wohnhaft „Am Alten Markt 7“, ist in den Adressbüchern für 1912 und 1914 als alleinige Eigentümerin eingetragen, im Adressbuch für 1917 wieder „Lüdickes Erben“ und ab 1919 Anna Schulze, wohnhaft „Alte Luisenstraße 72“ (später Zeppelinstraße).
Das Potsdamer Adressbuch für 1922 weist den Bankier Max Kahle als Eigentümer aus und spätestens ab 1925 die „E. Kahlesche Erben“. Aus der Familie war Max Kahle einer der im Haus lebenden Bewohner und laut Adressbuch für 1938/1939 Elfriede Kahle.

## Architektur
Der gelbe Ziegelbau ist zweigeschossig mit Walmdach. Ein rückseitiger Turmbau mit Helm überragt den Dachfirst des Hauses. Auf der nördlichen Hausseite springt ein Eckrisalit hervor, der durch einen flach auskragenden Erker mit bekrönendem Renaissancegiebel betont wird. Ähnlich ist der Eingangsbereich auf der Nordseite gestaltet. Ursprünglich war der zurückliegenden, südlichen Haushälfte eine nach oben offene Veranda vorgelagert, die später mit einem auf Pfeilern und Säulen ruhenden Balkon überdacht wurde. Rundbogige Zwillingsfenster belichteten das Obergeschoss, Segmentbogenfenster das Erdgeschoss. Lüdicke erweiterte die Villa nach Süden und gestaltete den Anbau fast spiegelbildlich mit einem zweiten Eckrisalit. 1929 wurden die drei Zwillingsfenster der zurückliegenden Haushälfte durch drei Rundbogenfenster ersetzt. Formsteine schmücken die Giebel und Fenster der Risalite. In geometrischen Mustern eingelassene blau glasierte Steine zieren die Fassaden.